# Haplocanthosaurus
 Haplocanthosaurus  („einstachelige Echse“) ist eine Gattung von sauropoden Dinosauriern aus dem Oberjura von Nordamerika. Die Typusart ist H. priscus (synonym: H. utterbacki). Haplocanthosaurus ist einer der ursprünglichsten Sauropoden, die man in Nordamerika gefunden hat.

## Beschreibung
Haplocanthosaurus war, wie alle Sauropoden, ein vierbeiniger Pflanzenfresser. H. priscus erreichte eine Länge von maximal bis zu 13 Metern und ein geschätztes Gewicht von etwa 5 Tonnen. H. delfsi wurde mit bis zu 21,5 Metern um 35 bis 50 Prozent länger und könnte rund 25 Tonnen gewogen haben. Die Skelettanatomie ist primitiv, das gilt insbesondere für die Wirbelknochen, deren Dornfortsätze massiv sind, sich also nicht verzweigen, wie es bei vielen anderen Sauropoden der Fall ist. Auf dieses Merkmal bezieht sich der wissenschaftliche Name der Gattung. Haplocanthosaurus stimmt in vielen Merkmalen mit Cetiosaurus überein. Er hatte einen sehr langen Hals, der sich aus 14 Wirbeln zusammensetzt.

## Entdeckungsgeschichte
1901 wurden die gut erhaltenen Teilskelette von zwei Individuen in der Nähe von Canyon City im US-Bundesstaat Colorado entdeckt, denen jedoch, wie bei Sauropoden sehr häufig, der Schädel und damit wertvolle diagnostische Information fehlt. John Bell Hatcher wählte das größere der beiden Exemplare als Holotypus für seine 1903 veröffentlichte wissenschaftliche Erstbeschreibung und nannte die neue Gattung und Art aus dem späten Kimmeridgium Haplocanthus priscus. Doch da diese Bezeichnung bereits für eine Gattung fossiler Fische vergeben worden war, konnte sie nicht beibehalten werden.
In derselben Region, jedoch in einem höheren stratigraphischen Niveau (mittleres Tithonium), fand ein Grabungsteam im Auftrag des Cleveland Museum of Natural History 1954 ein drittes, weniger vollständiges Exemplar, das erst 1988 von J. S. McIntosh und M. E. Williams als eigene Art H. delfsi erkannt wurde. Das Epitheton des Artnamens bezieht sich auf den Leiter der Gruppe, den Studenten Edwin R. Delfs. Alle bislang entdeckten Skelette entstammen der für ihren Reichtum an Wirbeltierfossilien bekannten Morrison-Formation.